# Sistema nervoso simpático

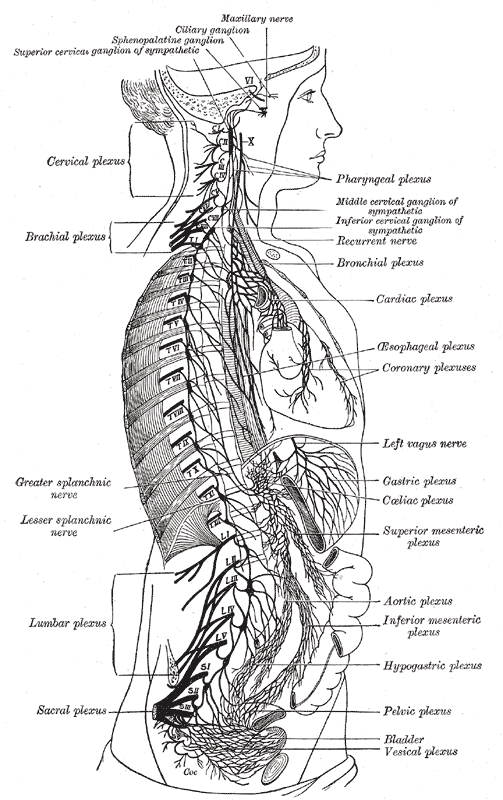
O sistema nervoso simpático

O sistema nervoso simpático (SNS), também chamado por alguns especialistas de sistema ortossimpático ou sistema toracolombar, é uma das duas divisões do sistema nervoso autônomo (SNA), sendo a outra o sistema nervoso parassimpático (SNP).

## Transmissão de informações
As mensagens viajam através do SNS em um fluxo bidirecional. As mensagens eferentes (que saem do sistema) podem desencadear mudanças em diferentes partes do corpo simultaneamente. Por exemplo, o sistema nervoso simpático pode acelerar os batimentos cardíacos; dilatar as passagens dos brônquios; diminuir a motilidade do intestino grosso; constringir vasos sanguíneos; aumentar o peristaltismo do esôfago; causar a dilatação da pupila, piloereção e transpiração; além de aumentar a pressão sanguínea. As mensagens aferentes (que chegam ao sistema) podem transmitir sensações como calor, frio ou dor.
A primeira sinapse (na cadeia sináptica) é mediada por receptores nicotínicos fisiologicamente ativados pela acetilcolina, e a sinapse-alvo é mediada por receptores adrenérgicos fisiologicamente ativados por norepinefrina ou epinefrina. Uma exceção são as glândulas sudoríparas que recebem inervação simpática mas possuem receptores de acetilcolina muscarínicos, que são normalmentes encontrados no sistema nervoso periférico. Outra exceção é a de alguns vasos sanguíneos de músculos, que possuem receptores de acetilcolina e se dilatam (ao invés de se constringir) com o aumento da estimulação simpática.

## Descrição
O sistema nervoso simpático estimula ações que permitem ao organismo responder a situações de estresse, como a reação de lutar, fugir ou uma discussão. Essas ações são: a aceleração dos batimentos cardíacos, aumento da pressão arterial, o aumento da adrenalina, a concentração de açúcar no sangue e pela ativação do metabolismo geral do corpo e processam-se de forma automática, independentemente da nossa vontade.
Anatomicamente ele é formado por dois grupos de neurônios pré e pós-ganglionares. Seus neurônios pré-ganglionares se situam na medula espinhal, mais precisamente nos níveis de T1 a L2. Já os seus neurônios pós-ganglionares se situam próximo a coluna vertebral. Fato que justifica a existência de uma fibra pré-ganglionar curta e uma pós-ganglionar longa. Seu principal neurotransmissor nas fibras pré-ganglionares é a acetilcolina, já em suas fibras pós-ganglionares é a noradrenalina.
Os receptores principais da NA (noradrenalina ou noraepinefrina) são os receptores adrenérgicos alfa e beta. Os ligantes dos receptores adrenérgicos são conhecidos como catecolaminas, um grupo de neurotransmissores derivados do aminoácido tirosina. Uma catecolamina (CA) é uma monoamina, um composto orgânico que tem um grupo catecol (grupo benzeno com duas hidroxilas laterais em carbonos 1 e 2) e uma cadeia lateral de amina. Catecol pode ser uma molécula livre ou um substituinte de uma molécula maior, onde representaria um grupo 1,2-dihidroxibenzeno. Catecolaminas são solúveis em água.. Entre as mais importantes, temos a norepinefrina, epinefrina, dopamina e isoprenalina. A síntese das catecolaminas ocorre a partir do aminoácido L-tirosina. Primeiramente, a tirosina é convertida em L-DOPA pela enzima tirosina hidroxilase. Em seguida, a L-DOPA é novamente convertida em dopamina, que é armazenada em vesículas junto com ATP. A dopamina armazenada é então convertida em noradrenalina, que por sua vez se converte em adrenalina.
Uma vez liberada, a adrenalina possui três possíveis destinos: 1) Encontrar um receptor pré ou pós-sináptico; 2) Ser capturada pelo sistema transportador de noradrenalina; 3) Ser captada pelo adrenoreceptor no neurônio pós-sináptico. Existem dois tipos de captura das catecolaminas: a captação no neurônio pré-sináptico, onde os transportadores são o NET e DAT (canais de sódio dependentes), que possuem alta afinidade pelas catecolaminas. Esse tipo de captação é inibida pela cocaína. E a captação extraneuronal em tecidos periféricos, onde o transportador é o OCT3, que possui baixa afinidade com as catecolaminas. Esse tipo de captação é inibido pela corticosterona e isocianinas.
A degradação das catecolaminas é realizada por duas enzimas: a MAO (monoamina oxidase) e a COMT (catecolamina-O-metiltransferase). A MAO é uma enzima intracelular que se liga à superfície da mitocôndria e está presente nas terminações nervosas adrenérgicas, no fígado e no epitélio intestinal. Sua função é converter as catecolaminas em seus aldeídos correspondentes, que posteriormente se transformam em ácido carboxílico nas periferias, por meio da enzima aldeído desidrogenase. A COMT degrada as catecolaminas e os produtos desaminados pela MAO, além de realizar a metilação dos grupos catecol-OH. Essa enzima está amplamente distribuída no organismo e age principalmente na periferia. Ela também converte a adrenalina e a noradrenalina em ácido-3-metoxi-4-hidroximandélico.
A captação das catecolaminas pode ocorrer de cinco maneiras. Uma vez liberadas na fenda sináptica, elas podem ser captadas pelo transporte gradativo, pelo transporte interior e reaproveitamento, pela degradação por enzimas MAO e COMT, pelo autoceptor (downregulation) ou captadas por receptores na célula efetora.
Existem três tipos de receptores adrenérgicos. Os pré-sinápticos são sensíveis aos neurotransmissores liberados no próprio terminal pré-sináptico. Geralmente, são receptores acoplados a proteínas G e funcionam como uma válvula, diminuindo a liberação dos neurotransmissores quando sua concentração está alta no terminal pré-sináptico. Um efeito comum desses receptores é a inibição da liberação de neurotransmissores, permitindo que o terminal pré-sináptico se autorregule. Um exemplo desses receptores são os receptores alfa 2. Os receptores beta estão presentes em três tipos: beta 1, encontrados principalmente no coração e responsáveis pelo efeito inotrópico das catecolaminas em geral, aumentando a frequência e a força das contrações cardíacas; beta 2, encontrados na musculatura lisa de vários órgãos, principalmente nos pulmões, causando o relaxamento dos bronquíolos, vasodilatação, relaxamento da musculatura lisa visceral, glicogenólise hepática e tremores musculares. Esses receptores também podem ser encontrados em neurônios pré e pós-sinápticos, estimulando a liberação de mais noradrenalina e desencadeando estímulo na célula efetora. Por fim, temos os receptores beta 3, encontrados na vesícula biliar, na bexiga e no tecido adiposo marrom, responsáveis pela lipólise, termogênese e pelo relaxamento do músculo detrusor da bexiga. Os receptores alfa possuem dois tipos: alfa 1, que ativam a fosfolipase C, produzindo trifosfato de inositol e diacilglicerol como segundos mensageiros. Eles realizam a vasoconstrição, o relaxamento da musculatura lisa gastrointestinal, a secreção salivar e a glicogenólise hepática. Esses receptores são encontrados em músculos lisos vasculares e no músculo liso do fígado. Os receptores alfa 2, como mencionado anteriormente, são autoreceptores que inibem a adenil ciclase com baixos níveis de cAMP e modulam canais de cálcio e potássio. Eles são responsáveis pela inibição da liberação de neurotransmissores, incluindo norepinefrina e acetilcolina nos nervos autônomos, além de serem responsáveis pela agregação plaquetária, contração do músculo liso vascular e inibição da liberação de insulina. Esses receptores são encontrados principalmente em neurônios pré-sinápticos, plaquetas e músculos lisos.
Todas as catecolaminas são derivadas da adrenalina e da noradrenalina, e não são seletivas, agindo como agonistas em todos os receptores adrenérgicos alfa e beta. No entanto, foram desenvolvidos vários compostos a partir da adrenalina e da noradrenalina para conferir seletividade aos receptores. Assim, foram criados a isoprenalina e o salbutamol (ambos derivados da adrenalina), o propranolol (um antagonista derivado da isoprenalina), a alfa-metil-noradrenalina e o metaraminol (agonistas alfa seletivos sintetizados a partir da noradrenalina), a tiramina, a efedrina e a anfetamina (todos sintetizados a partir da dopamina, com a função de aumentar a noradrenalina na fenda sináptica). Cada tipo de receptor adrenérgico segue uma ordem de seletividade: os alfa tem uma afinidade maior pela adrenalina, depois pela noradrenalina e por fim a isoprenalina, e os beta são o contrário, possuem maior afinidade pela isoprenalina, depois pela noradrenalina e por fim pela adrenalina.
Atualmente, para o tratamento de doenças, são utilizados fármacos específicos. Em doenças cardiovasculares, os fármacos atuam principalmente nos receptores beta 1. Em doenças respiratórias, os fármacos atuam principalmente nos receptores beta 2.
Agonistas adrenérgicos:
- Isoprotenerol (bradicardia ou bloqueio cardíaco)
- Doputamina (descompensação cardíaca pós cirurgia)
- Salbutamol (broncoespasmo)
Antagonistas adrenérgicos:
- Prazosina (hipertensão)
- Doxasozina (hipertensão arterial e hiperplasia prostática benigna)